# إيفان شيلبي ألكسندر
إيفان شيلبي الكسندر (بالإنجليزية: Evan Shelby Alexander)‏ هو محامي وسياسي أمريكي، ولد في 1767 في الولايات المتحدة، وتوفي في 28 أكتوبر 1809. انتخب عضو مجلس نواب كارولينا الشمالية وانتخب عضو مجلس النواب الأمريكي.